# Carissa del Carmen Véliz Perales
Carissa del Carmen Véliz Perales (Mèxic, 1986) és una filòsofa hispano-mexicana. És professora associada de filosofia i ètica a la Universitat d'Oxford des de 2020.

## Biografia
La Carissa del Carmen Véliz Perales va néixer a Mèxic el 1986. És descendent d'espanyols i té la nacionalitat mexicana i espanyola. Va estudiar el Grau en Filosofia a la Universitat de Salamanca (2006-2010). Després va cursar un màster en filosofia aplicada en la CUNY Graduate Center. Es va doctorar en filosofia a la Universitat d'Oxford el 2017.
Des de setembre de 2020 és investigadora i professora associada de filosofia i ètica a la Universitat d'Oxford (Facultat de Filosofia). El seu treball es desenvolupa especialment en la privadesa, l'ètica de la intel·ligència artificial, filosofia aplicada i filosofia política. També col·labora amb El País.
És autora del llibre Privacy Is Power: Why and How You Should Take Back Control of Your Data.